# إيكو (عملة)

دول غرب أفريقيا المُستخدمة للفرنك الأفريقي
دول الاتحاد الاقتصادي والنقدي لغرب إفريقيا
دول أعضاء فقط في المجموعة الاقتصادية لدول غرب إفريقيا (الرأس الأخضر)

الإيكو هي عُملة مشتركة مقترحة اقترحت إنشاءها المجموعة الاقتصادية لدول غرب إفريقيا لتكون عملة موحدة لجميع دول منطقة غرب إفريقيا بعد دمجها مع الفرنك الأفريقي الذي تستخدمه منطقة غرب أفريقيا الناطقة بالفرنسية ضمن الاتحاد الاقتصادي والنقدي لغرب أفريقيا، مما يُمكّن هذا دول الاتحاد من تحقيق الاستقلال المالي والنقدي الكامل عن فرنسا. ومنذ إطلاق مشروع العملة الموحدة لدول غرب أفريقيا، تأجل طرح عملة الإيكو لعدة مرات، واقترحت دول الاتحاد الاقتصادي والنقدي لغرب أفريقيا بدلاً من ذلك إصلاح الفرنك الأفريقي أولاً، وبالتالي توسيع نطاق تداوله ليشمل جميع دول منطقة غرب أفريقيا قبل تحويله إلى عملة الإيكو، وقد تحدد الموعد النهائي لطرح عملة الإيكو في يوليو (تموز) 2027.

## المعايير
حدد معهد غرب أفريقيا النقدي عشرة معايير للتقارب لابد من استيفاءها لكي تتمكن دول مجموعة غرب أفريقيا من تطبيق النظام الاقتصادي الجديد باستخدام العملة الموحدة. تنقسم هذه المعايير إلى أربعة معايير رئيسية وستة معايير ثانوية. حتى السنة المالية 2011، لم تتمكن سوى دولة واحدة من دول المجموعة، وهي غانا، من استيفاء جميع المعايير الرئيسية في أي سنة مالية واحدة.
وتتمثل المعايير الرئيسية الأربعة التي يتعين على كل دولة عضو تحقيقها فيما يلي:
- تحقيق معدل تضخم أحادي الرقم في نهاية كل عام.
- تحقيق عجز مالي لا يتجاوز 4% من الناتج المحلي الإجمالي.
- تمويل عجز الموازنة من البنك المركزي بما لا يتجاوز 10% من عائدات الضرائب للعام السابق.
- توفير احتياطيات خارجية إجمالية تكفي لتغطية الواردات لمدة ثلاثة أشهر على الأقل.

أما المعايير الثانوية الستة التي يتعين على كل دولة عضو تحقيقها فتشمل ما يلي:
- منع أي مدفوعات محلية جديدة متعثرة وتصفية المدفوعات الحالية.
- أن تكون عائدات الضرائب مساوية أو تزيد عن 20% من الناتج المحلي الإجمالي.
- جعل نسبة فاتورة الأجور إلى الإيرادات الضريبية تساوي أو تقل عن 35%.
- جعل نسبة الاستثمار العام إلى الإيرادات الضريبية تساوي أو تزيد عن 20%.
- تحقيق سعر صرف حقيقي مستقر.
- تحقيق سعر فائدة حقيقي موجب.

## التاريخ
في ديسمبر (كانون الأول) ٢٠٠٠، وبالتزامن مع الإطلاق الرسمي لمنطقة غرب أفريقيا النقدية، أُعلن رسميًا عن هدف إنشاء عملة موحدة لاستخدامها في البداية في دول المنطقة النقدية لغرب أفريقيا، والتي تشمل غامبيا، وغانا، وغينيا كوناكري (الناطقة بالفرنسية، ولكنها لا تستخدم فرنك الاتحاد المالي الأفريقي)، وليبيريا، ونيجيريا، وسيراليون، ثم استخدامها لاحقًا في الدول الأعضاء بالمجموعة الاقتصادية لدول غرب أفريقيا بأكملها. كان من المقرر في البداية إطلاق عملة الإيكو في عام ٢٠٠٣، ولكن تأجّل تنفيذ تلك الخطط لعدة مرات إلى أعوام ٢٠٠٥ و٢٠١٠ و٢٠١٤. وفي اجتماع مجلس وزراء ومحافظي دول غرب أفريقيا الموحد الذي عُقد في ٢٥ مايو (أيار) ٢٠٠٩، أُعيد تأجيل موعد إطلاق العملة الموحّدة إلى عام ٢٠١٥ بسبب الأزمة المالية العالمية لعام ٢٠٠٨. كما وضع اجتماع ديسمبر (كانون الأول) 2009 خطةً لبدء العمل على دمج الإيكو مع الفرنك الأفريقي فور إطلاق الإيكو؛ وكان من المقرر تحقيق ذلك بحلول عام 2020. وفي عام 2001، تأسس المعهد النقدي لغرب أفريقيا، ويقع مقره الرئيسي في العاصمة الغانية أكرا. وكان من المقرر أن يكون المعهد بمثابة منظمةً مؤقتةً هدفها التحضير لإنشاء البنك المركزي المستقبلي لغرب أفريقيا. وقد استوحيَت وظيفته وتنظيمه من المعهد النقدي الأوروبي. وبالتالي، كان هدف المعهد النقدي لغرب أفريقيا أن يوفر إطارًا للبنوك المركزية في منطقة غرب أفريقيا لبدء عملية التكامل والبدء في الاستعدادات الأولية لطباعة وسك النقود، تمامًا كما فعل المعهد النقدي الأوروبي سابقًا في منطقة اليورو قبل اعتماد اليورو كعملة موحدة. لا يزال المعهد النقدي لغرب أفريقيا قائمًا حتى اليوم يشغل أولورونسولا إي. أولوفيسو منصب المدير العام الحالي للمعهد النقدي لغرب أفريقيا.
جاءت التقييمات الأخيرة لجهود الدول الأعضاء في منطقة غرب أفريقيا النقدية لاستيفاء معايير التقارب العشرة مخيبة للآمال للغاية، إذ يُظهر سجل أداء منطقة غرب أفريقيا المُقدّم في الاجتماعات السنوية القانونية لعام 2012 أن نمو الناتج المحلي الإجمالي كان من المتوقع أن ينخفض إلى 6.9% في عام 2012، من 8.7% في عام 2011. كما كان من المتوقع أن ينخفض مقياس التقارب في منطقة غرب أفريقيا بأكملها من 79.2% في عام 2011 إلى 62.5% في عام 2012 نظرًا لعدم استيفاء أي عضو لجميع معايير التقارب. كما ارتفع متوسط معدل التضخم السنوي من 11.6% في عام 2011 إلى 12.6% في عام 2012. ووصف لاسان كابوري، مدير المراقبة متعددة الأطراف في المجموعة الاقتصادية لدول غرب أفريقيا، أداء الدول الأعضاء بالمجموعة بأنه جاء مخيبًا للآمال، لكنه أكد أيضًا التزام لجنته بإنشاء عملة الإيكو. وفي عام ٢٠١٤، نشر البنك المركزي النيجيري وثيقةً تُوضّح فوائد العملة الموحدة، مُشددةً على إنشاء مساحة اقتصادية مشتركة واسعة لتحفيز التجارة والاستثمار. ثُم أكدت المجموعة الاقتصادية لدول غرب إفريقيا في فبراير (شباط) ٢٠١٨ عزمها على استئناف مشروع إنشاء العملة الموحدة بطرحها في عام ٢٠٢٠، وهو أمرٌ بدا مُستحيلٌ تمامًا، وبالتالي كان ذلك بمثابة إعلان للنوايا. وفي ٢٣ فبراير (شباط) ٢٠١٨، ووفقًا لما ذكره الخبير الاقتصادي جان جوزيف بوايو، لم تكن منطقة غرب أفريقيا قد قامت بأي عملٍ جادٍّ بخصوص الجوانب الفنية لتنفيذ مشروع العملة الموحدة، سواءً على مستوى الاتحادات النقدية أو على مستوى الدول.
اعتمد قادة المجموعة الاقتصادية لدول غرب إفريقيا في ٢٩ يونيو (حزيران) ٢٠١٩ رسميًّا تسمية مشروعهم الخاص بالعملة الموحدة باسم «الإيكو». وكان من المُخطط طرح العملة الجديدة في عام ٢٠٢٠. اجتمع قادة المجموعة الاقتصادية لدول غرب أفريقيا في العاصمة النيجيرية أبوجا في 21 ديسمبر (كانون الأول) 2019 بعد ستة أشهر من اعتماد اسم إيكو لمشروع العملة الموحدة المستقبلي. وجاء هذا الاجتماع عقب اجتماع لجنة وزراء المالية ومحافظي البنوك المركزية لدول المجموعة في العاصمة النيجيرية. وصرح رئيس اللجنة الوزارية، نقلاً عن وكالة الأنباء النيجيرية (نان)، بأن توغو كانت الوحيدة من بين دول المجموعة، التي على وشك أن تفي بالمتطلبات أو المعايير الرئيسية لاعتماد عملة موحدة. وقد شملت هذه المعايير التقارب نظام سعر الصرف المرن، ومكافحة انعدام الأمن، والتعاون بين الدول. وفي 21 ديسمبر (كانون الأول) 2019، أعلن الرئيس الحسن واتارا، رئيس ساحل العاج، أنه سيتم إصلاح فرنك غرب أفريقيا مع إعادة تسميته باسم «إيكو». ولن تُصبح فرنسا هي من تدير العملة، غير أن بنك فرنسا سيظل الضامن لقابلية التحويل بين الإيكو واليورو، مع الحفاظ على تكافؤ ثابت. كان من المتوقع أن يبدأ تطبيق هذا القرار بنهاية عام ٢٠٢٠. وفي ٢٢ ديسمبر (كانون الأول) ٢٠١٩، رحّب المدير العام لصندوق النقد الدولي بالإصلاح الجذري لفرنك غرب أفريقيا الذي أقرته ثماني دول من دول منطقة غرب أفريقيا بالإضافة إلى فرنسا. وترى كريستالينا جورجيفا أن هذه التغييرات شكلت خطوة أساسية في تحديث الاتفاقيات طويلة الأمد بين الاتحاد الاقتصادي والنقدي لغرب أفريقيا وفرنسا. وفي ديسمبر (كانون الأول) ٢٠١٩، زار تيودورو أوبيانغ نغيما، رئيس غينيا الاستوائية، مدينة أبيدجان حيث التقى بالحسن واتارا، رئيس دولة ساحل العاج. وخلال المؤتمر الصحفي الذي أعقب هذا الاجتماع بين رئيسي الدولتين، ناقش كل من تيودورو أوبيانغ والحسن واتارا أيضًا سُبل إصلاح فرنك غرب أفريقيا. وعبّر رئيس غينيا الاستوائية عن رغبته في تطبيق الإصلاح نفسه على فرنك وسط أفريقيا، والذي اعتبره عملة قد عفا عليها الزمن. ثُم أعرب رئيس غانا في 29 ديسمبر (كانون الأول) 2019 عن رغبته في اعتماد العملة الاقتصادية الجديدة التي يجري إنشاؤها لتحل محل الفرنك الغرب أفريقي.
اشترطت نيجيريا في يناير (كانون الثاني) 2020، بحسب ما ورد في عدة مقالات نقلاً عن وسائل إعلام محلية، خمسة شروط غير قابلة للتفاوض قبل الانضمام إلى مشروع العملة الموحدة، كما اشترطت الحكومة النيجيرية أيضًا على المجموعة الاقتصادية لدول غرب أفريقيا، وفقًا لما جاء على لسان الصحافة النيجيرية، أن تتولى إدارة عملتها بنفسها دون إغفال تأثيرها في أفريقيا وليس في فرنسا. كما أعلنت سيراليون يوم الخميس الموافق 9 يناير (كانون الثاني) 2020 أنها ستتخذ قرارًا قريبًا بشأن العملة الموحدة المستقبلية للمجموعة الاقتصادية لدول غرب أفريقيا، والمُقترح تسميتها إيكو، ثُم أعلن بنك سيراليون يوم الخميس الموافق 9 يناير (كانون الثاني) 2020 أن سيراليون ستستمر في استخدام الليون كعملة رسمية وقانونية لها حتى اجتماع مجلس محافظي المجموعة الاقتصادية لدول غرب أفريقيا المقرر عقده في 16 يناير (كانون الثاني) 2020. وفي 14 يناير (كانون الثاني) 2020، عقدت البنوك المركزية في منطقة المجموعة الاقتصادية لدول غرب أفريقيا الفرعية اجتماعًا استثنائيًّا للجمعية للعامة للتناقش بشأن المسائل المتعلقة بإدخال العملة الموحدة لمنظمة التعاون الاقتصادي المقرر طرحها في عام 2020. ومن المتوقع أيضًا أن تناقش لجنة محافظي البنوك المركزية آثار الإعلان الأخير لدول المجموعة الاقتصادية لغرب أفريقيا الناطقة بالفرنسية بشأن اقتراح إدخال العملة الموحدة لمنظمة التعاون الاقتصادي لتحل محل الفرنك الأفريقي. حددت المحادثات أيضًا سُبل للمضي قدمًا للدول الأعضاء في منطقة النقد لغرب أفريقيا وفقًا لخارطة الطريق لإدخال العملة الموحدة إلى منطقة وسط وشرق أفريقيا. ولكن، كان من المتوقع أن يطرح الفريق الفني التابع للمجموعة الاقتصادية لدول غرب أفريقيا مجموعة من المقترحات التي قدمها معهد النقد لغرب أفريقيا بشأن منطقة وسط وشرق أفريقيا. وكان ينبغي على المحافظين أيضًا إرسال توصياتهم إلى رؤساء دول المنطقة لمعرفة مدى استعدادها لإطلاق العملة الموحدة.
وفي 16 يناير (كانون الثاني) 2020، استنكرت نيجيريا وعدة دول في غرب أفريقيا، ولا سيما الدول الناطقة باللغة الإنجليزية، قرار استبدال فرنك غرب أفريقيا بالإيكو، معتبرةً أنه لا يتوافق مع البرنامج الذي اعتمدته المنطقة بأكملها مؤخرًا لإنشاء عملة موحدة. وفي جميع الأحوال، أعربت الدول الست الأعضاء في منطقة غرب أفريقيا النقدية عن قلقها إزاء الإعلان الهادف إلى تغيير اسم فرنك غرب أفريقيا من جانب واحد إلى إيكو بحلول عام 2020، وذلك وفقًا لبيان صحفي صدر عقب هذا الاجتماع الاستثنائي بين وزراء المالية ومحافظي البنوك المركزية للدول الأعضاء بمنطقة غرب أفريقيا النقدية، والتي تضم كلًا من نيجيريا وغانا وليبيريا وسيراليون وغامبيا وغينيا (كوناكري). اعتبرت هذه الدول أن قرار استبدال الفرنك الغرب أفريقي بعملة الإيكو هو أجراء لا يتوافق مع قرارات المجموعة الاقتصادية لدول غرب أفريقيا الرامية إلى اعتماد الإيكو اسمًا للعملة الموحدة للمنطقة بأسرها. كما أكدت هذه الدول على أهمية التزام جميع أعضاء المجموعة الاقتصادية لدول غرب أفريقيا بقرارات رؤساء دول وحكومات المتعلقة بتنفيذ خارطة الطريق المنقحة لبرنامج العملة الموحدة. ومن المقرر عقد قمة تجمع رؤساء دول منطقة غرب أفريقيا للبت في الإجراءات المقبلة، وفقًا للبيان الختامي لدول منطقة غرب أفريقيا النقدية. كذلك سلّط البيان الصادر عن منطقة غرب أفريقيا النقدية في 16 يناير (كانون الثاني) الضوء على الصراع على القيادة بين كل من ساحل العاج ونيجيريا في انتقادهم العلني لقرار الاتحاد الاقتصادي والنقدي لغرب أفريقيا بتغيير اسم الفرنك الأفريقي إلى الإيكو بحلول عام 2020، لم يكشف وزراء المالية ومحافظو البنوك المركزية في غامبيا وغانا وغينيا وليبيريا ونيجيريا وسيراليون عن الانقسامات داخل المجموعة الاقتصادية لدول غرب أفريقيا فحسب، بل كشفوا أيضا عن الانقسامات داخل المجموعة. استنكر الحسن واتارا، رئيس ساحل العاج، في 31 يناير (كانون الثاني) 2020 رفض الدول السبع الأعضاء في منطقة غرب أفريقيا النقدية لاستبدال فرنك غرب أفريقيا بالإيكو زاعمًا أن خمس دول فقط من أصل خمس عشرة دولة أعضاء في المجموعة الاقتصادية لدول غرب أفريقيا أصبحت قراراتها تُتخذ في العاصمة النيجيرية أبوجا، وعلى الرغم من عدم حضور غالبية الدول لهذا الاجتماع، لدرجه أنه لم يكن اجتماعًا لرؤساء الدول، بل اجتماعًا للوزراء والمحافظين، فقد أعلن الحسن واتارا أن القرار الذي اتُخذ على مستوى رؤساء الدول هو المضي قُدمًا في تطبيق الإيكو في عام 2020، مع التأكيد على مجموعة من الشروط، والتي تشمل استيفاء معايير الأداء الخمسة من تحقيق عجز أقل من 3%، وتحقيق دين أقل من 70%، وتحقيق معدل تضخم منخفض، إلخ (...). حتى الآن لم تنجح سوى أربع أو خمس دول، من بينها ساحل العاج، في استيفاء هذه المعايير. وقد شدد الحسن واتارا على أن العملية يجب أن تكون تدريجية، بحيث يمكن لخمس أو ثماني أو عشر دول بعد أستيفاء المعايير أن تتحد، وتبدأ في طرح العملة الموحدة، ثم تنضم إليها دولا أخرى لاحقًا، كما حدث في منطقة اليورو التي بدأت باتحاد إحدى عشرة دولة، ثم أصبحت تضم اليوم عشرين دولة.
كشف وزير الخارجية النيجيري في فبراير (شباط) 2020، أن الاجتماع الذي حضره الرئيس النيجيري السابق محمدو بوخاري وترأسه رئيس المجموعة الاقتصادية لدول غرب أفريقيا الرئيس النيجري محمدو إيسوفو قد ناقش أيضًا العملة الموحدة الجديدة لغرب أفريقيا، وهي عملة وسط وشرق أفريقيا. وفي هذا السياق تحديدًا، أعلن الوزير أونياما أنه لم يتغير شيء فيما يتعلق بموقف نيجيريا من طرح العملة الموحدة. وأوضح أنه وفقًا لنيجيريا، فإن غالبية الدول لا تستوفي معايير التقارب، ولذلك فمن الضروري تمديد الموعد النهائي لإطلاق العملة الموحدة للمجموعة الاقتصادية لدول غرب أفريقيا.

عُقدت قمة استثنائية للمجموعة الاقتصادية لدول غرب أفريقيا في فبراير (شباط) 2020، وطُرحت خلالها العديد من النقاط المتعلقة بإنشاء العملة الموحدة (إيكو). وفيما يتعلق بطرح العملة الموحدة، فقد ذكر البيان الختامي الذي أقرّه هذا الاجتماع أن مؤتمر رؤساء دول وحكومات هذه المنظمة دون الإقليمية قد أعرب عن ارتياحه للتطورات المهمة التي أطلقها الاتحاد الاقتصادي والنقدي لغرب أفريقيا في سبيل إنشاء العملة الموحدة. وجاء في البيان الصحفي ما يلي: 
أطلع الحسن واتارا، رئيس جمهورية ساحل العاج ورئيس مؤتمر رؤساء دول الاتحاد الاقتصادي والنقدي لغرب أفريقيا، المؤتمر على الخطة المقترحة لإصلاح الفرنك الأفريقي. ويمثل هذا الإصلاح خطوة نحو تحقيق إنشاء العملة الاقتصادية الموحدة (الإيكو) وفقًا لما نصت عليه خارطة الطريق التي اعتمدها مؤتمر رؤساء دول المجموعة الاقتصادية لدول غرب أفريقيا. وأعرب المؤتمر عن ارتياحه لهذه التطورات المهمة وللرؤى التي قدمها رئيس مؤتمر رؤساء دول الاتحاد الاقتصادي والنقدي لغرب أفريقيا حول هذه المسألة.
في 17 فبراير (شباط) 2020، نُشر بيان الاتحاد الاقتصادي والنقدي لغرب أفريقيا (أويموا)، والذي يضم ثماني دول، مخطط توسعته ليشمل جميع دول المجموعة الاقتصادية للدول الأفريقية (سيدياو)، والتي تضم 15 دولة. ويهدف البيان الذي حمل عنوان «دخول عصر الإيكو: آثار الإصلاح الاقتصادي في غرب أفريقيا» إلى معالجة أوجه عدم اليقين التي نتجت عن إعلان الرئيسين الحسن واتارا وإيمانويل ماكرون عن هذا الاستبدال المُقترح في 21 ديسمبر (كانون الأول) 2019. ويتمثل الاستنتاج الأول في أن الحفاظ على التكافؤ مع اليورو وضمان فرنسا غير المحدود لقابلية التحويل سيحافظان على الثقة في العملة الجديدة. وقد ساعد هذا الضمان في الإبقاء على قيمة التضخم بدءًا من عام 2000 وحتى عام 2019 بمعدل 2% في دول الاتحاد الاقتصادي والنقدي لغرب أفريقيا، مقارنةً بنحو 10% في منطقة المجموعة الاقتصادية للدول الأفريقية (سيدياو) وحوالي 16% في دول منطقة أفريقيا جنوب الصحراء الكبرى. ونظرًا للمحافظة على سعر الصرف الثابت، رأت مؤسسة ستاندرد آند بورز المالية أنه ليس هناك تأثير فوري على التصنيف السيادي للدول، وإنهاء إيداع نصف احتياطيات النقد الأجنبي للدول الأعضاء في الاتحاد لدى الخزانة الفرنسية. وقد خلص الباحثون في المؤسسة إلى أنه لهذا السبب نعتقد أن هذا الإصلاح لن يكون له تأثير فوري على تصنيفات المؤسسة السيادية. وبمعنى آخر، فليس هناك داعي لقلق المستثمرين في الوقت الحالي. أما الاستنتاج الثاني فهو أن مشروع توسيع نطاق العملة الاقتصادية الموحدة ليشمل الدول الأعضاء الخمسة عشر في المجموعة الاقتصادية للدول الأفريقية (سيدياو) يبدو بعيد المنال. ويشير التقرير الذي نشرته المؤسسة إلى أن العوائق المادية لا تزال قائمة، مما يدفعنا إلى اعتبار هذا المشروع مستبعدًا على المدى المتوسط. أولًا، نظرًا لثقل نيجيريا، ولأنها تُمثل ثلثي الناتج المحلي الإجمالي لدول المجموعة الاقتصادية للدول الأفريقية (سيدياو)، أي أكثر بثلاث مرات من الناتج المحلي الإجمالي لدول الاتحاد الاقتصادي والنقدي لغرب أفريقيا (أويموا). ولكن أيضًا بسبب سياساتها الحمائية، يقول التقرير: 
يبدو قبول سياسة نقدية مشتركة بين نيجيريا وشركائها في المجموعة الاقتصادية للدول الأفريقية (سيدياو) أمرًا صعبًا، لا سيما وأن نيجيريا قررت مؤخرًا إغلاق حدودها مع كل من بنين والنيجر للحد من عمليات التهريب ودعم الإنتاج الزراعي المحلي. كما يتطلب أي تمديد يتجاوز الضمان الفرنسي لدول الاتحاد الاقتصادي والنقدي لغرب أفريقيا (أويموا) موافقة مجلس الاتحاد الأوروبي بعد التشاور مع البنك المركزي الأوروبي، وهو أمر ليس تلقائيًا. وأخيرًا، فإن اعتماد نظام سعر صرف مرن ترغب فيه دول المجموعة الاقتصادية للدول الأفريقية (سيداو) سيزيد من المخاطر الكبيرة من حيث الصدمات النقدية على اقتصادات دول الاتحاد الاقتصادي والنقدي لغرب أفريقيا، وخاصة تلك التي زادت من استخدامها للاقتراض بالعملات الأجنبية في السنوات الأخيرة. 
وتضيف مؤسسة ستاندرد آند بورز في تقريرها، في إشارة لما خلص إليه أحد تقاريرها السابقة المنشورة عام 2017 حول مخاطر خفض قيمة العملة: 
في حال حدوث أزمة عملة وبدون الضمان الفرنسي، ستتراكم ديون كل من ساحل العاج والسنغال وتوغو، تلك الدول التي اقترضت بكثافة، وخاصة في شكل سندات اليورو، وستُجبر مؤسسة ستاندرد آند بورز على خفض تصنيفاتها. 
ويختتم التقرير بتوصية بتحسين الإيرادات الضريبية بشكل حاد وبتحذير يقول: 
مهما كان نظام سعر الصرف الذي يختاره أعضاء دول الاتحاد الاقتصادي والنقدي لغرب أفريقيا (أويموا)، سواء كان ذلك الحفاظ على اليورو، أو خيار سلة العملات (...) أو سعر الصرف العائم، فإن الانضباط المالي والسياسة الاقتصادية القوية سيكونان أكثر أهمية بالنسبة للاستقرار الاقتصادي للاتحاد النقدي.
اعتمد مجلس وزراء الجمهورية الفرنسية في 20 مايو (أيار) 2020 مشروع قانون يُصبح بموجبه البنك المركزي لدول غرب إفريقيا، وهو البنك المركزي الذي يتولى إدارة عملة الدول الثماني الأعضاء في الاتحاد الاقتصادي والنقدي لغرب إفريقيا التي تستخدم فرنك غرب إفريقيا، ملزمًا بإيداع نصف احتياطياته النقدية لدى الخزانة العامة لفرنسا. علاوة على ذلك، ستنسحب الحكومة الفرنسية من جميع الهيئات الإدارية للبنك المركزي لدول غرب إفريقيا؛ حتى الآن، شارك كل من وزير المالية الفرنسي ومحافظ بنك فرنسا في الاجتماعات نصف السنوية للبنك المركزي، والتي عُقد أحدها في العاصمة الفرنسية باريس. ولكي تدخل أحكام القانون السابق إلى حيز التنفيذ، فلابد أن يوافق كل من مجلس الهيئة التشريعية الفرنسية، والجمعية الوطنية ومجلس الشيوخ الفرنسي، على مشروع القانون. كان من المتوقع بعد التصديق على القانون أن يدخل الإيكو حيز الاستخدام في يوليو (تموز) 2020. وأن يبقى للدول التي اقترحت اعتماد العملة الموحدة أن تقرر ما إذا كانت ستستمر في استخدام الإيكو كاسم للعملة أم لا، وأن تضمن فرنسا سعر صرف ثابت قدره يورو واحد مقابل 655.96 فرنك غرب أفريقي، ولكن من المرجح أن يتغير هذا القرار بعد طرح العملة الجديدة.
وكخطوة ثانية نحو اختفاء الفرنك الأفريقي واستبداله بعملة موحدة تُسمى إيكو، ينبغي على البرلمان الفرنسي أن يعتمد قبل نهاية الربع الثالث مشروع القانون الذي وُقّع بالأحرف الأولى في 20 مايو (أيار) 2020 في مجلس الوزراء، والذي يهدف إلى التصديق على اتفاقية التعاون النقدي المبرمة في أبيدجان في 21 ديسمبر (كانون الأول) 2019 مع حكومات الدول الأعضاء في الاتحاد النقدي لغرب أفريقيا. وبما أن قانون إصلاح العملة الاقتصادية الموحدة (الإيكو) لن يُحال إلى البرلمان الفرنسي إلا بنهاية سبتمبر (أيلول) 2020، فإن اتفاق اعتماد العملة لا يعني بالضرورة إمكانية تطبيقه قبل أكتوبر (تشرين الأول) 2020.
وفي سبتمبر (أيلول) 2020، أعلن الحسن واتارا، رئيس ساحل العاج، قرار الدورة العادية السابعة والخمسين لمؤتمر رؤساء دول وحكومات المجموعة الاقتصادية لدول غرب أفريقيا بالمضي قدمًا في تطبيق العملة الاقتصادية الموحدة في غضون ثلاث إلى خمس سنوات.
اعتمد رؤساء دول المجموعة الاقتصادية لغرب أفريقيا في يونيو (حزيران) 2021 خارطة طريق لطرح عملة الإيكو الموحدة في عام 2027، بحسب ما جاء في البيان الصحفي الختامي للدورة العادية التاسعة والخمسين لجمعية رؤساء دول وحكومات المجموعة الاقتصادية لدول غرب أفريقيا. جددت المجموعة الاقتصادية لدول غرب أفريقيا في سبتمبر (أيلول) 2023 التزامها بإطلاق عملة الإيكو الموحدة بحلول عام 2027، كما أكدت مفوضية المجموعة الاقتصادية لدول غرب أفريقيا أنها ستبذل قصارى جهدها لضمان سير العمليات والبرامج الموضحة في خارطة الطريق لإطلاق عملة إيكو الموحدة وفقًا للجدول الزمني المحدد. وستُسرّع المفوضية إنشاء البنك المركزي لغرب أفريقيا والهيئات الأخرى ذات الصلة اللازمة لنجاح التكامل النقدي في المنطقة الفرعية. وفي إطار تنفيذ المجموعة الاقتصادية لدول غرب أفريقيا لمبادرة الإيكو، أكدت الدول الأعضاء في المجموعة الاقتصادية لدول غرب أفريقيا خلال اجتماع القمة الذي عُقد في يوليو (تموز) ٢٠٢٤، على أهمية قيام الدول الأعضاء بإرسال برامج التقارب متعددة السنوات بانتظام.
اعتمدت المجموعة الاقتصادية لغرب أفريقيا في ديسمبر (كانون الأول) ٢٠٢٤ معايير اختيار الدول الأعضاء،و المرشحة لطرح عملة الإيكو لديها، كما كلفت مفوضية المجموعة الاقتصادية لغرب أفريقيا بالتعاون مع وكالة غرب أفريقيا للنقد، بدمج هذه المعايير في بروتوكول الاتحاد النقدي. وافقت المجموعة الاقتصادية لغرب أفريقيا أيضًا على مقترحات اللجنة لتمويل الإصلاحات اللازمة لطرح عملة الإيكو. وفي 3 مارس (آذار) 2025، عقدت مفوضية المجموعة الاقتصادية لدول غرب أفريقيا اجتماعها الحادي عشر لمجلس التقارب بحضور وزراء المالية ومحافظي البنوك المركزية للدول الأعضاء بالمجموعة، وكان الهدف الرئيسي من هذا الاجتماع تقييم مدى التقدم الذي أُحرز في خارطة الطريق لإطلاق منظمة التعاون الاقتصادي والعملة الإقليمية الموحدة المستقبلية.